# كييتا قوتو
كييتا قوتو (باليابانية: 五島慶太؛ بالكانا: ごとう けいた) هو شخصية أعمال ياباني، ولد في 18 أبريل 1882 في أوكي ‏ في اليابان، وتوفي في 14 أغسطس 1959.